# Bontempi (azienda)
Bontempi è stata un'azienda italiana di strumenti musicali, fondata nel 1937 a Potenza Picena (MC) e con un altro stabilimento a Martinsicuro (TE).

## Descrizione
È conosciuta principalmente per la costruzione di organi in plastica detti Chord Organ, piccoli strumenti a tastiera nei quali il suono è prodotto da aria soffiata attraverso delle ance da un piccolo motore. Bontempi ha prodotto anche diversi modelli di tastiere elettroniche.
Bontempi ha prodotto inoltre, strumenti musicali a scopo educativo, come strumenti a fiato, tastiere, chitarre, batterie e percussioni varie destinati al mercato dei giocattoli musicale e scolastico.
Bontempi è anche stata proprietaria del celebre marchio di strumenti musicali Farfisa.
Nel gennaio 2014 l'azienda ha richiesto il concordato preventivo liquidatorio.
Dalla liquidazione della Bontempi sono nate due aziende, la Cooperativa Industria Abruzzo SpA di Martinsicuro e la Icom SpA.
A capo dell'azienda c'è l'imprenditore Andrea Ariola.
La Cooperativa Industria Abruzzo SpA, azienda produttiva e di servizi di logistica, per conto della ICom SpA produce strumenti musicali tradizionali giocattolo a marchio Bontempi.